# Гайворонский тепловозоремонтный завод
ЧАО «Гайворонский тепловозоремонтный завод» — промышленное предприятие Украины, специализирующееся на капитальном ремонте тепловозов, а также производстве запасных частей тягового подвижного состава. Расположено в городе Гайворон Кировоградской области.

## История

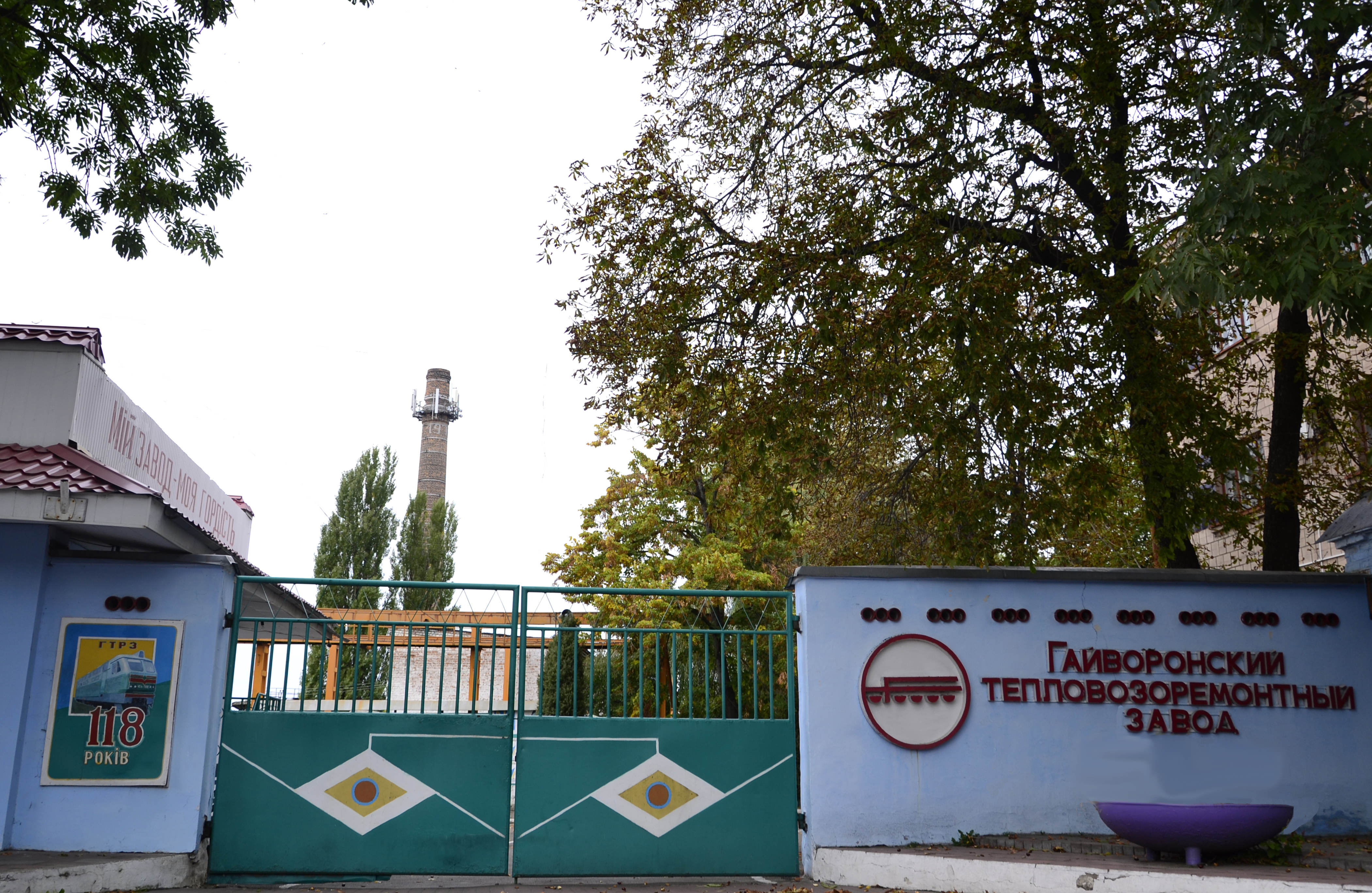
Основная проходная ЧАО «ГТРЗ»

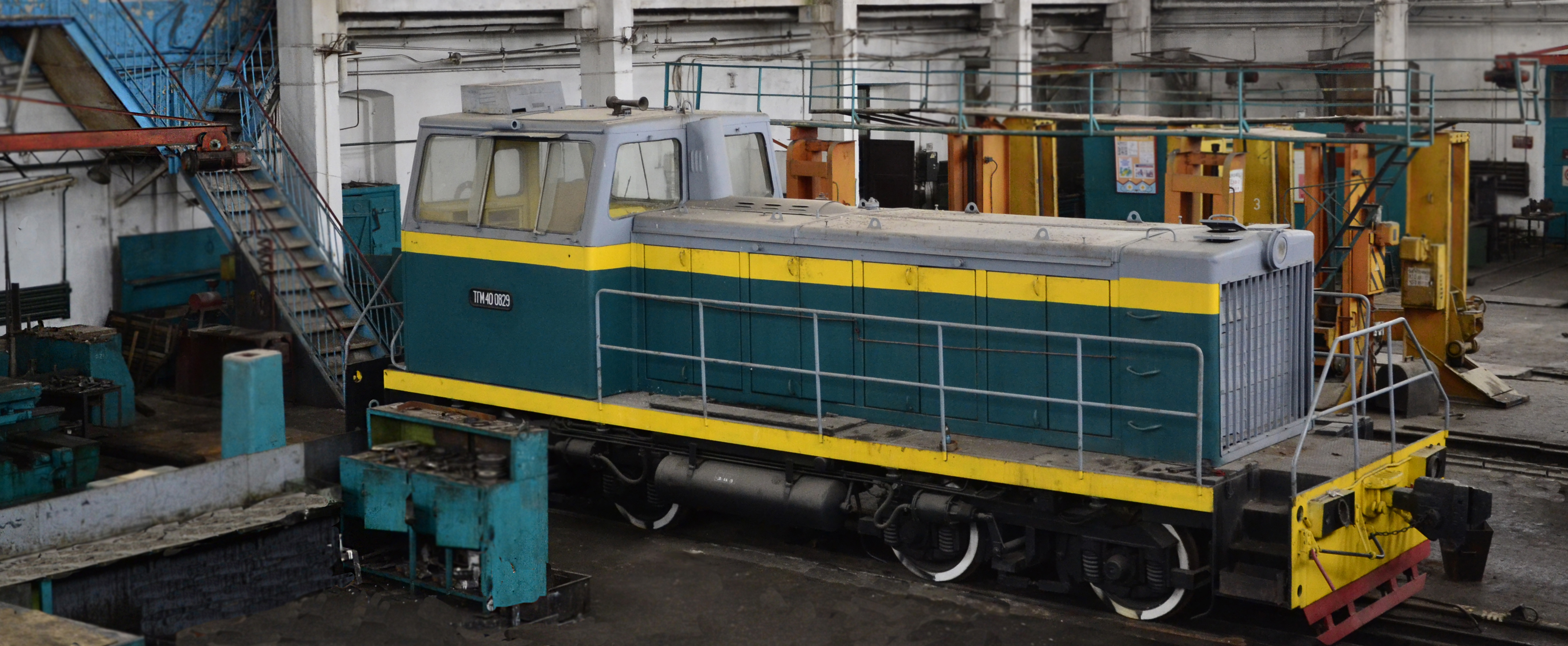
Ремонт тепловозов на ЧАО «ГТРЗ»

История предприятия начиналась с мастерских по ремонту паровозов узкой колеи, построенных в 1897 году в селе Гайворон Хащеватской волости Гайсинского уезда Подольской губернии Российской империи - на соединении всех южных железнодорожных подъездных путей Российским акционерным обществом Царского дома (Главные мастерские для ремонта подвижного состава). С 1898 года завод стал функционировать как полноценное предприятие.

### 1918 - 1991
В начале 1918 года в Гайвороне была установлена Советская власть, однако вскоре село оккупировали австро-немецкие войска (которые оставались здесь до ноября 1918 года). 18 июля 1918 года началась Всеукраинская стачка железнодорожников против оккупантов и их пособников, к которой присоединились гайворонские железнодорожники - в результате, станция, депо железнодорожные мастерские Гайворона не работали почти месяц. В дальнейшем, Гайворон оказался в зоне боевых действий гражданской войны, но в 1919 году Советская власть была восстановлена и началось восстановление предприятия.
В соответствии с вторым пятилетним планом развития народного хозяйства СССР в 1934 году на базе главных железнодорожных мастерских Гайворона был создан Гайворонский паровозоремонтный завод — единственное в системе наркомата путей сообщения СССР предприятие, которое специализировалось на ремонте паровозов узкой колеи.
В 1940 году производственные мощности завода в четыре раза превышали уровень 1913 года.
После начала Великой Отечественной войны, в связи с приближением к посёлку линии фронта, завод был эвакуирован в город Алатырь Чувашской АССР. Во время немецкой оккупации Гайворона (29 июля 1941 - 11 марта 1944) часть оборудования паровозоремонтного завода гитлеровцы вывезли в Германию.
Вскоре после освобождения Гайворона началось восстановление предприятия, к маю 1944 года отремонтирован первый паровоз, до конца декабря 1944 года - 28 паровозов,  в 1945 году был достигнут довоенный уровень производства.
В 1958 году завод отремонтировал в 3,6 раза больше паровозов, чем в 1940 году.
В 1965 году завод достиг лучших показателей, отремонтировав 392 паровоза.
В связи с переходом на новые, более прогрессивные виды тяги — тепловозную и электровозную — предприятие освоило ремонт тепловозов узкой колеи ТУ4 и ТУ7, ТУ2.
В апреле 1970 года предприятие было переименовано в тепловозоремонтный завод.
Для улучшения условий работников завода были построены новый бытовой корпус с раздевалками и душевыми, а также столовая, магазин, заводоуправление.
В целом, в советское время завод входил в число крупнейших предприятий города.

### После 1991
В марте 1995 года Верховная Рада Украины внесла завод в перечень предприятий, приватизация которых запрещена в связи с их общегосударственным значением.
Начиная с 1997 года завод, после реконструкции подъездных путей, то есть перешивки с узкой на нормальную колею, приступил к освоению капитального ремонта тепловозов ТГМ23, ТГМ40, ТГК2 различных модификаций, дрезин ДГКУ, АГМУ.
В августе 2004 завод был реорганизован в открытое акционерное общество «Гайворонский тепловозоремонтный завод».
Начавшийся в 2008 году экономический кризис осложнил положение предприятия.
2009 год завод завершил с чистой прибылью 147 тыс. гривен, 2010 год - с чистой прибылью 386 тыс. гривен, 2011 год - с чистой прибылью 131 тыс. гривен.
В 2011 году завод переименовали в Публичное акционерное общество «Гайворонский тепловозоремонтный завод».
В июле 2014 года Кабинет министров Украины утвердил решение о продаже 100% акций завода (находившихся в собственности Фонда государственного имущества Украины), в июне 2017 года завод был продан, новым собственником предприятия стала киевская компания ООО ФК «Фаворит», а в сентябре 2017 года - ООО «УКРСПЕЦХЕМ». В 2019 году форма собственности предприятия была изменена на Частное акционерное общество «Гайворонский тепловозоремонтный завод».

## Продукция
Основными направлениями деятельности завода являются:
- Услуги по ремонту:
  - капитальный ремонт тепловозов ТУ2, ТУ4, ТУ7, ТГМ23В, ТГМ40, ТГК2, ДГКУ и колесных пар к ним
  - ремонт дизелей Д6 и Д12
  - капитальный ремонт УГП-230, УГП-400, ГДП-1000, НМ612-22
- Производство:
  - теплообменники водяные и водомасляные
  - охлаждающие элементы
  - подогреватели тепловозов
  - шестерни, муфты
  - запчасти к гидропередачам УГП-320
  - амортизаторы к тепловозам
  - запасные части к тепловозам 2ТЭ10 в/и, ТЭП60, ТУ2, ТУ4, ТУ7 и ЭПС
  - втулки дизеля Д100
  - подшипники турбокомпрессоров
  - поршни компрессора КТ-6, ВВ 07/8
  - большие зубчатые колеса к тепловозам, а также венцы зубчатых колёс